# Maureen Bennett
Maureen Bennett (31 de marzo de 1954) es una deportista británica que compitió en judo. Ganó una medalla de plata en el Campeonato Europeo de Judo de 1979 en la categoría de –66 kg.

## Palmarés internacional
| Campeonato Europeo | Campeonato Europeo      | Campeonato Europeo | Campeonato Europeo |
| Año                | Lugar                   | Medalla            | Categoría          |
| ------------------ | ----------------------- | ------------------ | ------------------ |
| 1979               | Kerkrade (Países Bajos) | Medalla de plata   | –66 kg             |